# Gigia filamentosa
Gigia filamentosa là một loài bướm đêm trong họ Noctuidae.